# Батут

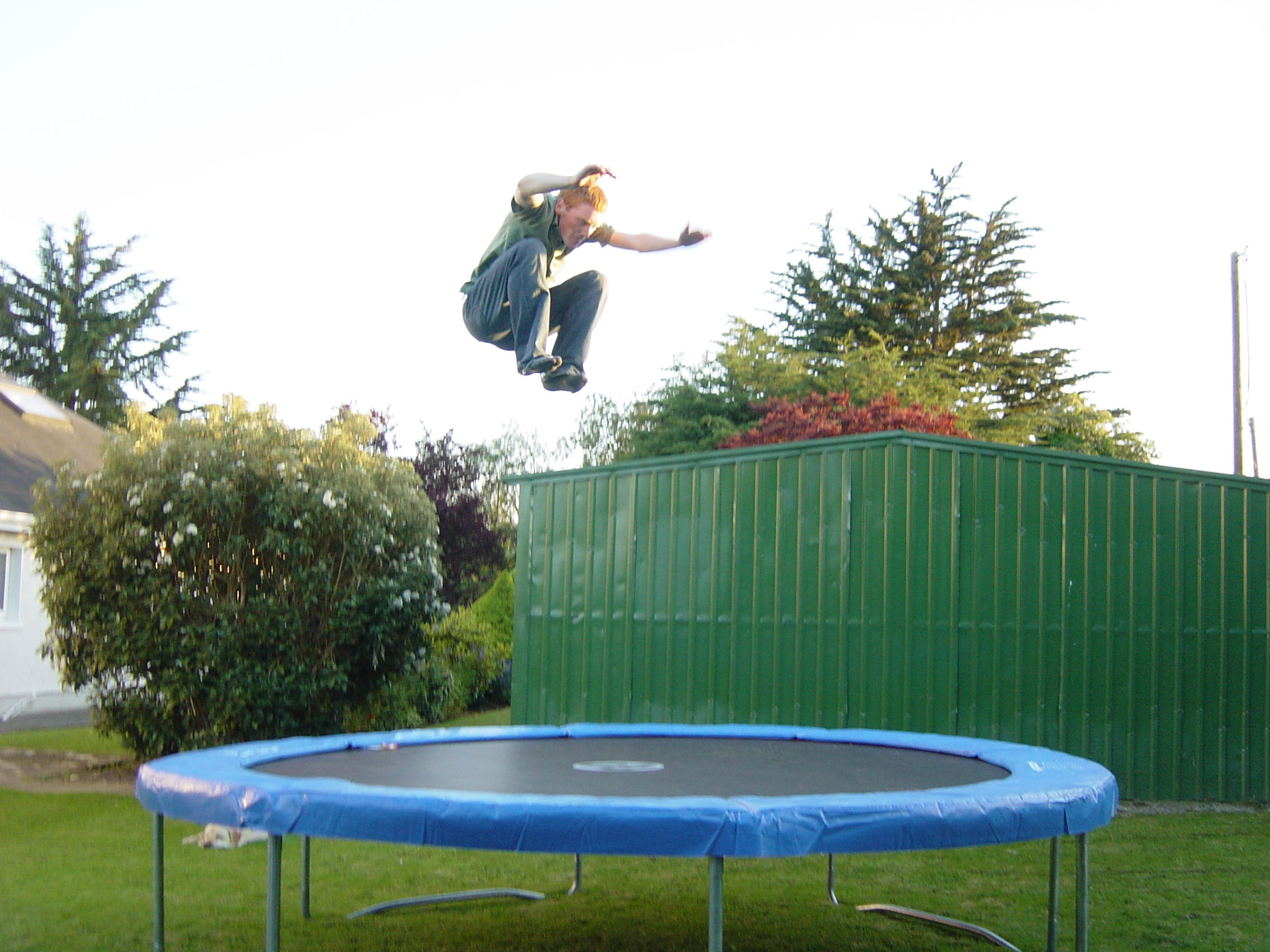

Батут (от фр. batoude, итал. battuta — «удар») — устройство для прыжков, представляющее собой прочную плетёную сетку, натянутую на металлическую раму при помощи резиновых или металлических пружин. Материал, который используется для изготовления поверхности батута, не является эластичным сам по себе. Эластичность достигается за счёт пружин, расположенных по периметру (или по окружности) сетки.
Батут может применяться для отдыха, развлечения и проведения досуга, отработки акробатических элементов сноубордистами, горнолыжниками, вейкбордистами, чирлидерами, трейсерами и гимнастами. Также батут используется в цирковых акробатических номерах и в качестве спортивного снаряда на различных соревнованиях, в том числе на Олимпийский играх. Кроме того, батут применяется для тренировки космонавтов перед полётами в космос.
Батут помогает развивать и улучшать акробатические номера, которые впоследствии будут исполняться на специальном покрытии.

## История появления
Занятие, напоминающее прыжки на батуте, появилось ещё у северных народов — эскимосов. В качестве эластичного материала для прыжков использовалась натянутая шкура моржей. Существуют также свидетельства, что в Европе для этих целей применялись обыкновенные одеяла. Но вероятнее всего, одеяла использовались не для развлечений или спортивных занятий, а в профессиональной деятельности пожарных — для страховки людей, выпрыгивающих из горящего помещения. По крайней мере есть свидетельства, что такой способ был использован в одном из пожаров 1887 года.
На плакатах XIX века с изображением знаменитого циркового артиста Пабло Фэнка (Pablo Fanque) видно, что в своих выступлениях акробат использует устройство, похожее на батут. Хотя не исключено, что конструкция снаряда несколько отличалась от устройства сетчато-пружинного батута и больше походила на трамплин. В начале XX века некоторые акробаты в своих выступлениях также использовали «прыгающие кровати», для того чтобы удивить зрителя.
Возможно, приведённые примеры не являются истинными предшественниками современных батутов, но они доказывают, что идея применения неких материалов и конструкций для безопасного осуществления высоких прыжков у человека зародилась достаточно давно.
Существует также легенда о появлении батута. Согласно ей батут придумал французский цирковой акробат по имени Дю Трамполине ещё в средние века в качестве страховки для артистов. Однако никаких достоверных подтверждений этой легенды не существует.

## Первые современные батуты
Первый современный батут был построен Джорджем Ниссеном в 1936 году. Чемпион по прыжкам в воду и акробатическим прыжкам, Ниссен построил первый опытный образец батута в своём гараже, соединив при помощи эластичных жгутов часть холста с шарнирной металлической конструкцией. Такое устройство первоначально применялось для тренировки акробатов, но вскоре завоевало популярность и в других сферах. Ниссен назвал его «трамполин» (англ. trampoline) произошло от испанского слова trampolín, которое в испанском обозначает трамплин для прыжков в воду. Это слово Джордж Ниссен услышал во время своих выступлений в Мексике в конце 1930-х и решил использовать его английскую форму для наименования нового циркового снаряда.
В 1942 году Ниссен совместно с гимнастом Ларри Грисволдом, который также принимал участие в создании первого батута, образовали компанию «Грисволд-Ниссен Батут и Акробатика» (the Griswold-Nissen Trampoline & Tumbling Company) и начали производить батуты в Сидар-Рапидс, штат Айова в коммерческих целях.
Изначально Ниссен полагал, что батут будет использоваться исключительно для развлечения и отдыха. Нессен даже придумал первую игру на батутах — Spaceball. Игровая площадка была оборудована несколькими батутами, а также специальными настенными батутами и сеткой, по разные стороны которой находились играющие команды. Задачей команд было перебросить мяч через сетку и забросить его на поле соперников.

## Разновидности современных батутов
В зависимости от назначения, формы, габаритов и материала выделяют несколько видов батутов.

### Профессиональные батуты
Профессиональные батуты благодаря своей конструкции и жёстко натянутой поверхности обеспечивают сильные высокие прыжки.
Профессиональные батуты представляют собой высокопрочную плетёную сетку, которая натягивается при помощи резиновых или металлических пружин на металлическую раму. Такие батуты изготовлены из сверхпрочных материалов (гальванизированная сталь для рамы и пружин, эластичная сетка из шнура диаметром 5 мм) и имеют большую прыжковую поверхность. Для безопасности занятий пространство рядом с профессиональным батутом оборудовано специальной страховочной поролоновой ямой.
Спортивные батуты предназначены для выполнения упражнений и акробатических элементов. Применяются в профессиональной среде, в том числе на Олимпийских играх. Именно такими батутами оборудуются батутные центры.
Батуты могут использоваться как взрослыми, так и детьми, но заниматься на них рекомендуется под руководством профессионального тренера.

### Батуты для домашнего использования
Батуты для домашнего использования могут быть размещены на дачах, во дворах, а также в парках и на пляжах.

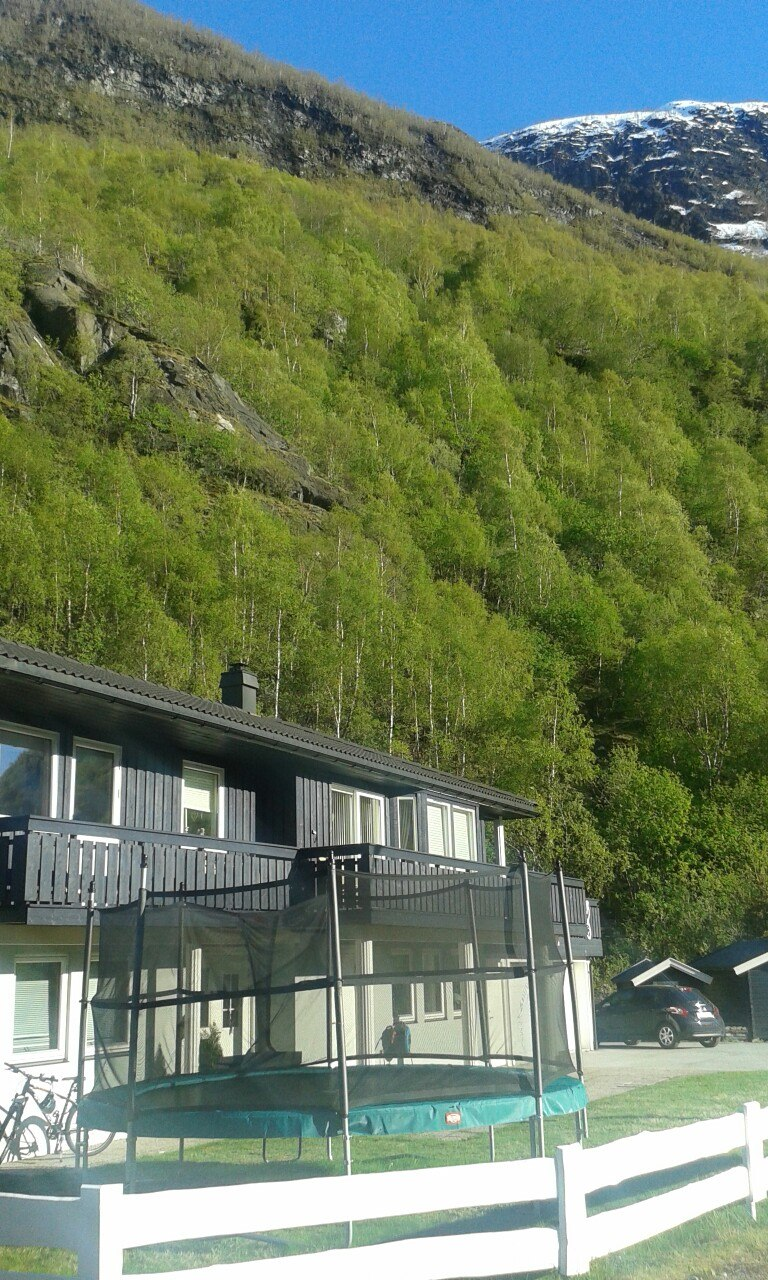
Детский батут (Эвре-Ордал, Норвегия)

Отличается от профессионального батута применением антикоррозийных материалов и наличием прочной защитной сетки, препятствующей падению с батута. Кроме того, батуты для домашнего использования имеют меньшую прыжковую поверхность и меньшую выталкивающую силу, что делает такие батуты непригодными для безопасного выполнения акробатических элементов и трюков.
Мини-батут является одной из разновидностей батутов для домашнего использования. Отличаются небольшим диаметром (от 80 до 110 см) и небольшой высотой (около 20 см), что позволяет использовать мини батут без оградительной сетки. Мини-батуты имеют маленькую выталкивающую силу, поэтому не обеспечивают высокого прыжка. Некоторые фитнес-центры используют мини-батуты для проведения занятий по джампинг-фитнесу.
Достаточно низкая стоимость батутов для домашнего использования сделала их популярными и распространёнными, в том числе и в России. Однако врачи американской академии педиатрии (AAP) предупреждают о высоком риске возникновения травм среди детей младшего возраста при использовании домашних батутов. Автор доклада «Безопасность использования батута в детском и подростковом возрасте» Сюзанна Брискин рекомендует прыгать на батутах в специализированных батутных центрах под контролем профессиональных тренеров и в соответствии с техникой безопасности.

### Надувные батуты
Надувные батуты размещаются на городских улицах и площадях, в парках и скверах, местах народных гуляний, аквапарках. Такие батуты предназначены для целой группы детей и могут иметь самые разнообразные формы (манеж, горка, замок, какой-либо персонаж или зверь и т. д.), размеры и расцветки.
Надувные батуты производятся из высокопрочных ПВХ материалов, для поддержания формы используется компрессор с постоянным поддувом воздуха. Такие батуты, как правило, имеют защитные сетки.
Надувные батуты предназначены для невысоких прыжков детьми от 2 до 12 лет.

## Сферы применения батутов

### Использование батута в профессиональном спорте
Индивидуальные прыжки на батуте входят в программу летних Олимпийской игр с 2000 года. Впервые комплект олимпийских медалей был разыгран в Сиднее. В индивидуальных прыжках состязаются мужчины и женщины. Женщины соревнуются в гимнастических купальниках, а мужчины — в майках и гимнастических трико. Правила позволяют соревноваться в носках или гимнастической обуви. Для подготовки и проведения соревнований используются профессиональные батуты.
К занятиям на профессиональных батутах обращаются также представители экстремальных видов спорта: горные лыжи, сноуборд, вейкбординг, серфинг, кайтсерфинг, которые используют батут для отработки акробатических элементов и подготовки к соревнованиям.
Возможность использования на батутах оборудования для сноуборда, вейкборда, кайтсерфинга (доски, фалы и т. д.) позволяет воссоздать реальные условия катания, а применение страховочного оборудования и выталкивающей силы батута — осваивать и отрабатывать сложные элементы и трюки.
Виды спорта: прыжки на батуте

### Использование батута для подготовки космонавтов и лётчиков
Первоначально батут появился в тренировочном расписании французских военных лётчиков, которым приходилось осуществлять полёты на несовершенных с технической точки зрения самолётах. Специальная программа подготовки пилотов и штурманов на батутах применялась в ВМС США во время Второй Мировой войны. Упражнения на батутах не только давали интенсивную нагрузку, но и позволяли развить ориентацию в пространстве, что было практически невозможным до введения этих программ.

Батут в космонавтике начал использоваться ещё во время подготовки первого полёта человека в космос. Юрий Гагарин в своих мемуарах «Дорога в космос. Записки лётчика-космонавта СССР» рассказывал:
«Рабочий день наш начинался с часовой утренней зарядки. Занимались на открытом воздухе, в любую погоду, под наблюдением врачей. Были и специальные уроки по физкультуре: гимнастика, игры с мячом, прыжки в воду с трамплина и вышки, упражнения на перекладине и брусьях, на батуте, с гантелями. Много плавали и ныряли».
В настоящее время батут продолжает использоваться для подготовки российских космонавтов и оценки ловкости и координации у кандидатов в космонавты. В ФГБУ «НИИ ЦПК имени Ю. А. Гагарина» на одном из этапов отбора кандидатов применяются упражнения на батуте (прыжки с поворотом на 90, 180, 360 градусов, высота прыжка не менее 60 см).
США также внедрили в программу обучения космонавтов спортивную подготовку на батутах, для общего улучшения физического и психического состояния космонавтов, а также для проработки различных положений тела в пространстве, а значит лучшего управления телом в космосе.
Исследования НАСА показывают, что поглощение кислорода при прыжках на батуте в два раза больше, чем при движении на беговой дорожке. Кроме того, они утверждают, что тренировки на батуте на 68 % эффективнее занятий на других спортивных тренажёрах.
Помимо предполётных тренировок батут используют и в качестве средства послеполётной реабилитации для восстановления мышечной ткани и плотности костной ткани после длительного пребывания в космосе.

### Использование батута в индустрии развлечений

#### Свободные прыжки
Свободные прыжки — это самостоятельное занятие на батутах в батутном центре. Такие занятия начинаются с обязательной разминки под руководством инструктора, после чего посетитель выполняет любые доступные ему элементы и упражнения на батуте в свободном стиле. Инструктор в этот момент находится в зоне свободных прыжков, следит за техникой безопасности в зале. Свободные прыжки подходят для людей любого возраста и любого уровня физической подготовки. Продолжительность занятия может составлять от одного до нескольких часов.
Фитнес на батуте (джампинг-фитнес)
Новое[когда?] направление фитнеса, в котором основная часть занятия проходит на профессиональном батуте. Джампинг-фитнес является высокоинтенсивной кардиотренировкой, во время которой происходит проработка основных мышечных групп и активное сжигание калорий. Занятия отличаются большим разнообразием и меньшим чувством усталости, по сравнению с классическими кардионагрузками, за счёт выработки серотонина и эндорфина в организме.
Эластичная поверхность батута позволяет снизить нагрузку на опорно-двигательный аппарат более чем на 80 %, по сравнению с прыжками на твёрдой поверхности, что позволяет заниматься даже тем людям, которым рекомендовано воздерживаться от осевых нагрузок на позвоночник и суставы.
Услуга джампинг-фитнеса предоставляется в крупных специализированных батутных центрах.

#### Игры с использованием батута
В некоторых батутных центрах есть возможность проведения спортивных игр на батутах. Помимо батутов в играх применяется различные мячи и сетки. Одна из таких игр — слэмбол.

#### Использование батута при пожаре
Сцены из кинофильмов, в которых пожарные спасают прыгающих из горящих домов людей при помощи батутов, породили стереотип, что батуты используются в современном пожаротушении. На самом деле пожарные применяют устройство под названием «куб жизни», которое смягчает падение человека с высоты, но не обладает выталкивающей силой.

## Польза занятий на батуте для организма
Занятия на батуте оказывают благотворное влияние на весь организм. Во время прыжков улучшается кровообращение, снижается риск появления сердечно-сосудистых заболеваний, улучшается работа кишечника, повышается выносливость организма, происходит тренировка вестибулярного аппарата. 
Эффективен батут и при заболеваниях стопы: плоскостопии, смещении центра тяжести и перегрузки передней части стопы, возникающей при ношении высоких каблуков. Занятия на батуте помогают перестроить динамический стереотип, тем самым заставить мышцы и суставы вернуться в естественное положение.
Благодаря эластичной поверхности батута нагрузка на опорно-двигательный аппарат снижается более чем на 80 %, по сравнению с прыжками на твёрдой поверхности, что позволяет заниматься даже тем людям, которым рекомендовано воздерживаться от осевых нагрузок на позвоночник и суставы. Врачи считают, что батут может применяться даже для лечения заболеваний суставов:
«Батут хорош тем, что нет твёрдой поверхности. Нет чрезмерной нагрузки на позвоночник, которую мы могли бы получить прыгая по асфальту, а благодаря этому, думаю, его можно будет рекомендовать ещё шире: не только для здорового человека, но и на ранних стадиях остеохондроза для лечения этого коварного заболевания», — говорит доктор медицинских наук, врач артролог-ревматолог Николай Хитров.
Специалисты отмечают, что занятия на батуте позволяют устранить симптомы кинетоза — морской болезни.
«При кинетозах батут рекомендуется и детям, и взрослым. Это отличный способ улучшить работу вестибулярного аппарата», — подтверждает врач-невролог Анастасия Прищепа, эксперт Ассоциации междисциплинарной медицины.
С помощью занятий на батутах можно также избавиться от лишнего веса, привести мышцы в тонус и обрести рельефное тело.

## Похудение при помощи занятий на батуте
Во время тренировок на спортивных батутах происходит активная проработка основных
мышечных групп (большие, средние и малые ягодичные мышцы, прямая и косые мышцы брюшного пресса, передняя, задняя и внутренняя поверхности бедра, мышечный каркас позвоночника — широчайшая мышца спины, ромбовидные мышцы, выпрямители), улучшается лимфоток, повышается упругость кожи, за счёт активного насыщения клеток кислородом ускоряется обмен веществ. Это способствует активному похудению, избавлению от целлюлита и обретению спортивного и здорового тела.
Батутные тренировки, как и прочие кардионагрузки, достаточно энергозатратны. За час прыжков на батуте сжигается от 600 до 1000 ккал в зависимости от вида и интенсивности тренировки. 10 минут интенсивного занятия на батуте по затрате калорий эквивалентны 30 минутам бега.

Занятия на батуте отличаются от других кардионагрузок (бег, прыжки на скакалке, велотренажёр) большим разнообразием и меньшим чувством усталости. Неощутимость нагрузки врачи объясняют происходящим во время прыжков выбросом эндорфинов: 
«Прыжки ассоциируются с детской игрой и вызывают массу положительных эмоций. Происходит выброс эндорфинов и выработка серотонина, и буквально через несколько минут занятий человек ощущает прилив радости и бодрости», — отмечает врач-невролог Анастасия Прищепа, эксперт Ассоциации междисциплинарной медицины. 

## Противопоказания к занятиям
Занятия на батуте являются высокоинтенсивной нагрузкой, во время которой ускоряется работа сердца, усиливается кровообращение, возрастает нагрузка на сосуды. Это накладывает ряд противопоказаний среди которых:
- Частые кризы гипертонической болезни
- Тяжёлая форма сердечно-сосудистой недостаточности
- Тяжёлое течение астмы
- Тахикардия
- Тромбофлебит
- Частые приступы стенокардии
- Тяжёлая форма онкологических заболеваний
- Тяжёлая форма сахарного диабета
- Беременность

## Батутные центры
Популярный формат активного досуга и бизнеса в России. Помимо прыжков на батуте и основной спортивно-развлекательной направленности, батутные центры характеризуются широким спектром деятельности: мини-кафе, организация мероприятий и ежедневные тренировки.
Активное распространение центров началось в 2014 году и продолжается по н. в. По состоянию на 2019 г. в России более 500 комплексов и располагаются они в городах от 20 000 человек.

## Форматы батутных центров
- Развлекательный. Данный тип должен концепцией, оформлением и расположением подходить и для детей, и для взрослых. Для удобства семей, требуется фуд-корт, зона отдыха и развлечений. Допустимая высота потолков от 4,5 м;
- Спортивный. Отличается тем, что из-за спортивно-тренировочного формата требует профессионального оборудования, расположенного на меньшей площади, чем у развлекательного. Высота потолков от 6,5 м;
- Детский. Небольшой по площади комплекс, с повышенными требованиями к безопасности, дополнительными детскими аттракционами, заниженными батутами. Высота потолков от 3,2 м.